# Texas Killing Fields
Texas Killing Fields (también conocida como The Fields) (Al español: campos de la muerte de Texas o Tierra de asesinatos) es una película dirigida por Ami Canan Mann de 2011 protagonizada por Sam Worthington, Jeffrey Dean Morgan, Jessica Chastain y Chloë Grace Moretz. Compitió en el 68º Festival Internacional de Cine de Venecia en septiembre.

## Sinopsis
Historia ambientada en los pantanos de Texas y basada en hechos reales. Dos policías muy diferentes, un texano y un neoyorquino, investigan unos misteriosos asesinatos sin resolver, acaecidos en una inquietante extensión de llanura costera y pantanosa.

## Reparto
- Sam Worthington como el detective Mike Sounder.
- Jeffrey Dean Morgan como el detective Brian Heigh.
- Jessica Chastain como la detective Pam Stall.
- Chloë Grace Moretz como Little Anne Sliger.
- Jason Clarke como Rule.
- Annabeth Gish como Gwen Heigh.
- Sheryl Lee como Lucie Sliger.
- Stephen Graham como Rhino.
- James Hébert como Eugene Sliger.
- Sean Michael Cunningham como Sean Heigh.
- Leanne Cochran como Lila.
- Marcus Lyle Brown como CSI.
- Tony Bentley como el capitán Bender
- Holly Ladnier as director de emergencia.
- Kirk Bovill como novio.

## Producción
La película originalmente iba a ser dirigida por Danny Boyle antes de abandonar el proyecto y fue reemplazado por Ami Canaan Mann, hija del director Michael Mann, que produjo la película. Boyle dijo que la película era "tan oscura que nunca conseguiría hacerla". La película fue distribuida en el extranjero por Entertainment Film Distributors, una empresa británica. La filmación comenzó el 3 de mayo de 2010, en Louisiana, Estados Unidos